# Dermoloma
Dermoloma là một chi nấm thuộc họ Tricholomataceae. Chi này phân bố rộng khắp và có khoảng 15 loài.